# Ryder Cup 2008
Navigation
2006 2010
La 37e édition de la Ryder Cup a eu lieu du 19 septembre au 21 septembre 2008 sur le golf du Valhalla Golf Club à Louisville dans le Kentucky. 
L'équipe des États-Unis, dont le capitaine est Paul Azinger, en remportant la rencontre sur le score de 16½ à 11½, met fin à une série de trois victoires consécutives de l'équipe européenne, dirigée par l'Anglais Nick Faldo.

## Le parcours
Le parcours du Valhalla Golf Club (en) de Louisville lors de  cette Ryder Cup, est un par 71 (35 à l'aller, 36 au retour) pour une longueur totale de 7 496 yards.
| Aller | Aller | Aller            | Retour | Retour | Retour           |
| N°    | Par   | Distance (yards) | N°     | Par    | Distance (yards) |
| ----- | ----- | ---------------- | ------ | ------ | ---------------- |
| 1     | 4     | 448              | 10     | 5      | 594              |
| 2     | 4     | 505              | 11     | 3      | 208              |
| 3     | 3     | 206              | 12     | 4      | 464              |
| 4     | 4     | 375              | 13     | 4      | 352              |
| 5     | 4     | 463              | 14     | 3      | 215              |
| 6     | 4     | 500              | 15     | 4      | 434              |
| 7     | 5     | 601              | 16     | 4      | 511              |
| 8     | 3     | 180              | 17     | 4      | 477              |
| 9     | 4     | 416              | 18     | 5      | 547              |
| Aller | 35    | 3 694            | Retour | 36     | 3 802            |

## Les équipes

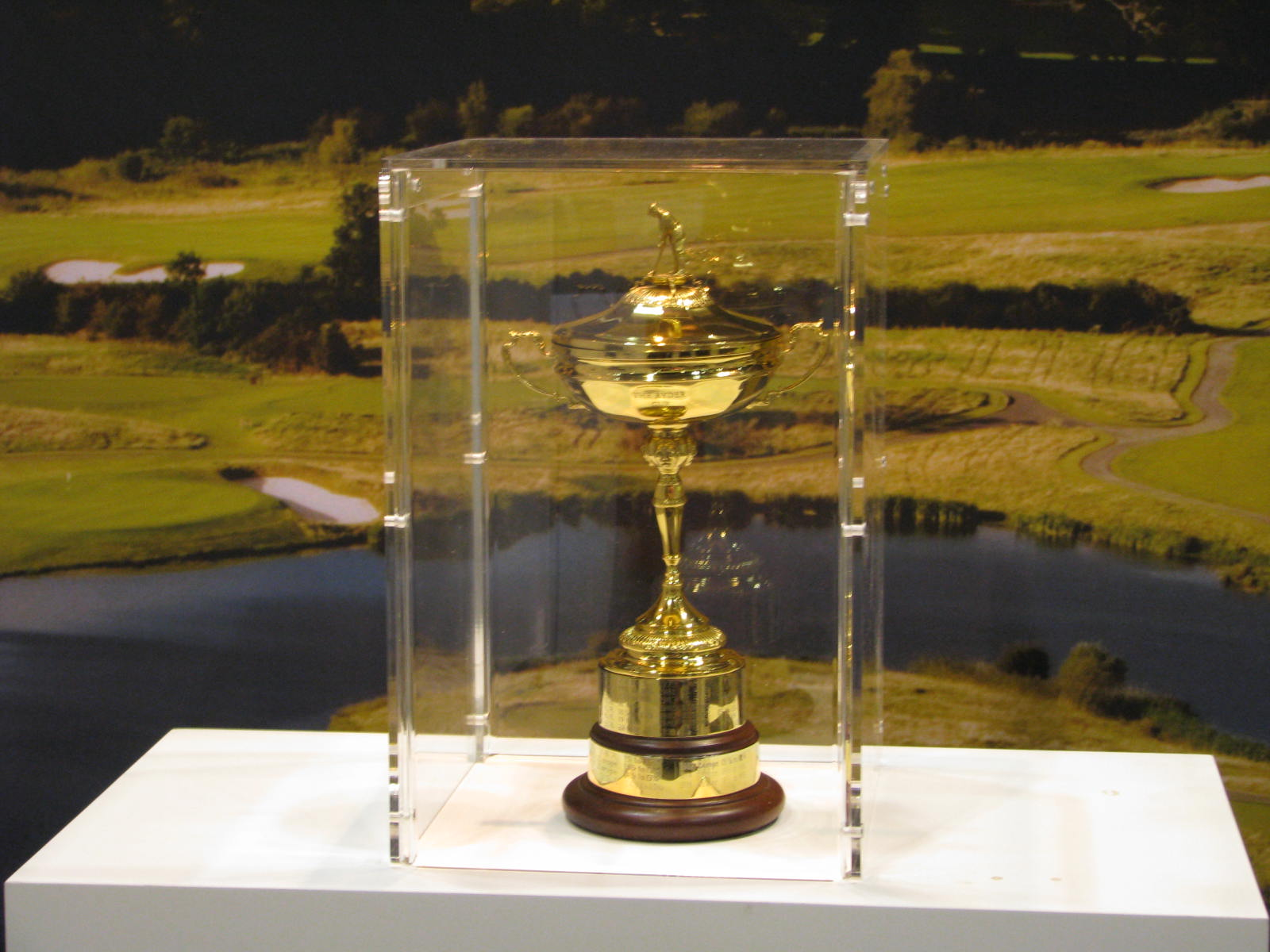
Ryder Cup lors de l'édition 2008

Le mode de qualification des joueurs composant l'équipe européenne est inchangé par rapport à l'édition précédente, la Ryder Cup 2006. La sélection est tout d'abord composée des cinq européens les mieux classés au classement mondial durant la période de qualification, à savoir entre le 6 septembre 2007 et le 31 août 2008. Cinq autres joueurs sont désignés à partir du classement du circuit européen. Les deux dernières places sont laissées à la discrétion du capitaine.
Pour la sélection américaine, la procédure a changé pour l'édition 2008. Le capitaine a la possibilité de choisir quatre joueurs. 
| États-Unis        | États-Unis                          | Europe               | Europe                              |
| ----------------- | ----------------------------------- | -------------------- | ----------------------------------- |
|                   |                                     |                      |                                     |
| Capitaines        |                                     |                      |                                     |
| Paul Azinger      | Paul Azinger                        | Nick Faldo           | Nick Faldo                          |
| Joueur            | Note                                | Joueur               | Note                                |
| Chad Campbell     | Choix du capitaine 3e participation | Paul Casey           | Choix du capitaine 3e participation |
| Stewart Cink      | 4e participation                    | Sergio García        | 5e participation                    |
| Ben Curtis        | débutant                            | Søren Hansen         | débutant                            |
| Jim Furyk         | 6e participation                    | Pádraig Harrington   | 5e participation                    |
| J. B. Holmes (en) | Choix du capitaine débutant         | Miguel Ángel Jiménez | 3e participation                    |
| Anthony Kim       | débutant                            | Robert Karlsson      | 2e participation                    |
| Justin Leonard    | 3e participation                    | Graeme McDowell      | débutant                            |
| Hunter Mahan      | Choix du capitaine débutant         | Ian Poulter          | Choix du capitaine 2e participation |
| Phil Mickelson    | 7e participation                    | Justin Rose          | débutant                            |
| Kenny Perry       | 2e participation                    | Henrik Stenson       | 2e participation                    |
| Steve Stricker    | Choix du capitaine débutant         | Lee Westwood         | 6e participation                    |
| Boo Weekley (en)  | débutant                            | Oliver Wilson        | débutant                            |

Le choix de Ian Poulter et Paul Casey par Nick Faldo a été annoncé le 31 août. Ce choix est fait au détriment notamment de deux habitués de la Ryder Cup, Colin Montgomerie avec 9 participations, et Darren Clarke avec 5.
Paul Azinger, qui ne peut compter sur Tiger Woods, blessé, a pour sa part choisi trois rookie en Ryder Cup, Steve Stricker, Hunter Mahan, et J. B. Holmes, son quatrième choix se portant sur Chad Campbell.

## La compétition
Les deux premières journées sont consacrées à des rencontres disputées sous forme de double. Les capitaines  sont libres dans la composition de ces duos. Ces compositions de doubles se déroulent sous deux formes: foursomes et 4 balles meilleure balle.
Contrairement aux trois dernières éditions, la compétition débute par des foursomes où les deux joueurs de la même équipe jouent alternativement la même balle. Lors de la deuxième série de double, le 4 balles meilleure balle, chaque joueur joue sa propre balle ; le meilleur joueur des quatre compétiteurs remporte le point pour son équipe.
La dernière journée est réservée aux simples. Dans ceux-ci, l'ensemble des joueurs de chaque équipe sont alignés.
Lors de chaque rencontre, l'équipe vainqueure remporte un point, la perdante ne marquant aucun point. En cas d'égalité, chaque équipe se voit créditer de ½ point.

### Première journée
Vendredi 19 septembre 2008 - Matin
| États-Unis                  | Résultats           | Europe                             |
| --------------------------- | ------------------- | ---------------------------------- |
| Phil Mickelson Anthony Kim  | Égalité             | Pádraig Harrington Robert Karlsson |
| Justin Leonard Hunter Mahan | États-Unis : 3 et 2 | Paul Casey Henrik Stenson          |
| Chad Campbell Stewart Cink  | États-Unis : 1 up   | Justin Rose Ian Poulter            |
| Jim Furyk Kenny Perry       | Égalité             | Lee Westwood Sergio García         |
| 3                           | Session             | 1                                  |
| 3                           | Au général          | 1                                  |

Vendredi 19 septembre 2008 - Après-midi
| États-Unis                  | Résultats           | Europe                             |
| --------------------------- | ------------------- | ---------------------------------- |
| Anthony Kim Phil Mickelson  | États-Unis : 2 up   | Pádraig Harrington Graeme McDowell |
| Ben Curtis Steve Stricker   | Europe : 4 et 2     | Ian Poulter Justin Rose            |
| Justin Leonard Hunter Mahan | États-Unis : 4 et 3 | S.García M.Jiménez                 |
| J. B. Holmes Boo Weekley    | Égalité             | Søren Hansen Lee Westwood          |
| 2½                          | Session             | 1½                                 |
| 5½                          | Au général          | 2½                                 |

### Deuxième journée
Samedi 20 septembre 2008 - Matin
| États-Unis                  | Résultats           | Europe                               |
| --------------------------- | ------------------- | ------------------------------------ |
| Chad Campbell Stewart Cink  | Europe : 4 et 3     | Justin Rose Ian Poulter              |
| Justin Leonard Hunter Mahan | Égalité             | Graeme McDowell Miguel Ángel Jiménez |
| Phil Mickelson Anthony Kim  | Europe : 2 et 1     | Oliver Wilson Henrik Stenson         |
| Jim Furyk Kenny Perry       | États-Unis : 3 et 1 | Pádraig Harrington Robert Karlsson   |
| 1½                          | Session             | 2½                                   |
| 7                           | Au général          | 5                                    |

Samedi 20 septembre 2008 - Après-midi
| États-Unis                  | Résultats           | Europe                         |
| --------------------------- | ------------------- | ------------------------------ |
| J. B. Holmes Boo Weekley    | États-Unis : 2 et 1 | Søren Hansen Lee Westwood      |
| Ben Curtis Steve Stricker   | Égalité             | Sergio García Paul Casey       |
| Jim Furyk Kenny Perry       | Europe : 1 up       | Graeme McDowell Ian Poulter    |
| Hunter Mahan Phil Mickelson | Égalité             | Robert Karlsson Henrik Stenson |
| 2                           | Session             | 2                              |
| 9                           | Au général          | 7                              |

### Troisième journée
Dimanche 21 septembre 2008 - Après-midi
| États-Unis     | Résultats           | Europe               |
| -------------- | ------------------- | -------------------- |
| Anthony Kim    | États-Unis : 5 et 4 | Sergio García        |
| Hunter Mahan   | Égalité             | Paul Casey           |
| Justin Leonard | Europe : 5 et 3     | Robert Karlsson      |
| Phil Mickelson | Europe : 3 et 2     | Justin Rose          |
| Kenny Perry    | États-Unis : 3 et 2 | Henrik Stenson       |
| Boo Weekley    | États-Unis : 4 et 2 | Oliver Wilson        |
| J. B. Holmes   | États-Unis : 2 et 1 | Søren Hansen         |
| Jim Furyk      | États-Unis : 2 et 1 | Miguel Ángel Jiménez |
| Stewart Cink   | Europe : 2 et 1     | Graeme McDowell      |
| Steve Stricker | Europe : 3 et 2     | Ian Poulter          |
| Ben Curtis     | États-Unis : 2 et 1 | Lee Westwood         |
| Chad Campbell  | États-Unis : 2 et 1 | Pádraig Harrington   |
| 7½             | Session             | 4½                   |
| 16½            | Au général          | 11½                  |